# Katowice Open
El Torneig de Katowice, oficialment conegut com a Katowice Open, és una competició tennística professional que es disputa sobre pista dura al Spodek de Katowice, Polònia. Pertany als International Tournaments del circuit WTA femení des de l'any 2013.
La primera edició es va disputar sobre terra batuda i des de llavors sobre pista dura al mateix emplaçament.

## Palmarès

### Individual femení
| Any  | Campiona                  | Finalista     | Resultat         |
| ---- | ------------------------- | ------------- | ---------------- |
| 2016 | Dominika Cibulková        | Camila Giorgi | 6−4, 6−0         |
| 2015 | Anna Karolína Schmiedlová | Camila Giorgi | 6−4, 6−3         |
| 2014 | Alizé Cornet              | Camila Giorgi | 7−6(3), 5−7, 7−5 |
| 2013 | Roberta Vinci             | Petra Kvitová | 7−6(2), 6−1      |

### Dobles femenins
| Any  | Campiones                                | Finalistes                            | Resultat         |
| ---- | ---------------------------------------- | ------------------------------------- | ---------------- |
| 2016 | Eri Hozumi Miyu Kato                     | Valentina Ivakhnenko Marina Melnikova | 3−6, 7−5, [10−8] |
| 2015 | Ysaline Bonaventure Demi Schuurs         | Gioia Barbieri Karin Knapp            | 7−5, 4−6, [10−6] |
| 2014 | Iulia Bèihelzimer Olha Savtxuk           | Klára Koukalová Monica Niculescu      | 6−4, 5−7, [10−7] |
| 2013 | Lara Arruabarrena Lourdes Domínguez Lino | Raluca Olaru Valéria Soloviova        | 6−4, 7−5         |